# 胡安·馬里寇爾
胡安·安東尼奧·馬里寇爾·桑契斯（西班牙語：Juan Antonio Marichal Sánchez，1937年10月20日—），綽號「多明尼加的花花公子」(The Dominican Dandy)，為美國職棒大聯盟的投手。職業生涯主要效力於舊金山巨人，後期則在紅襪與道奇兩隊待了兩個球季。馬里寇爾主要以控球精準與投球時的高抬腿動作為名，他也時常故意瞄準對方投出觸身球。
儘管馬里寇爾的勝場數在1960年代的投手中高居首位，不過他整個職業生涯僅打過一次世界大賽。而那年巨人也以3勝4敗輸給洋基，雖然馬里寇爾並不像同時期的山迪·柯法斯和Bob Gibson一樣在季後賽戰功彪炳，不過他仍在1983年入選名人堂。

## 職業生涯

### 史上最精采的比賽
1963年7月2日，巨人與勇士進行比賽。巨人派出馬里寇爾迎戰勇士隊的華倫·史潘，結果雙方上演了精采的投手大戰。兩位先發投手都投滿15局，比分依舊維持在0比0。16局上，馬里寇爾續投無失分。16局下，威利·梅斯敲出再見全壘打，終場巨人1比0險勝。這是大聯盟史上唯一一次雙方先發投手都投滿至少15局的比賽，而馬里寇爾主投16局被敲出8支安打送出10次三振。其中他還解決了勇士強打者漢克·阿倫6次。史潘也投了15.1局，被敲出9支安打僅送出1次保送。不過這場比賽僅進行了4小時又10分鐘就結束了。

### 與Roseboro的互毆事件
1965年8月22日，道奇與巨人進行比賽。當時兩隊在爭奪國聯冠軍，而巨人落後道奇1.5場的勝差。就在前一天的比賽中，巨人捕手Tom Haller在某次接球被主審判定妨礙打擊，而Haller聲稱道奇隊打者的握棒位置比平常還要後面。隨後巨人隊打者Matty Alou也故意瞄準道奇隊捕手John Roseboro的手套做揮棒動作。
22日在馬里寇爾先發的這場比賽，道奇隊的毛利·威爾斯先利用短打上壘，再靠著Ron Fairly的二壘安打得分。而馬里寇爾對於威爾斯使用短打來上壘的方式非常不悅，因此兩人出現了一些口角衝突。而威爾斯的第二個打席也被馬里寇爾以觸身球伺候，造成了第一次的板凳清空。道奇隊投手山迪·柯法斯在下半局也對威利·梅斯投出頭部近身球警告。3局上，馬里寇爾面對Fairly投出幾乎觸身的近身球，使得Fairly嚇到整個人趕緊趴在打擊區上。主審也趕緊警告雙方不得再出現報復性的投球。
3局下半，馬里寇爾上場打擊。在兩顆球過後，道奇捕手Roseboro比出暗號讓柯法斯丟出近身球。這也使得馬里寇爾和Roseboro發生衝突，結果馬里寇爾拎著棒子往Roseboro的頭部敲了兩下，造成後者臉部流血並縫了14針，而兩隊板凳也隨即清空。
這場衝突延燒了14分鐘才停止，最後國家聯盟主席Warren Giles宣布馬里寇爾禁賽8場比賽，外加當時國聯紀錄的1750美元罰款(相當於現今的14200美元)。同時也宣布馬里寇爾該季不得在面對道奇的系列賽上場。Roseboro後來控告馬里寇爾要求賠償11萬美元的醫藥費，不過最後他只賠了7500美元。
許多球迷對於聯盟給予馬里寇爾的懲處感到不滿，認為只禁賽2場先發太過輕微。而諷刺的是，巨人隊在馬里寇爾缺陣的期間還拿下了14連勝。不過道奇隊在馬里寇爾回歸後的16場比賽中贏了15場，最後他們以2場勝差打敗巨人拿下聯盟冠軍。
1966年4月3日，馬里寇爾在被禁賽後首次面對道奇隊，而他也被Roseboro敲出3分砲。當時雙方總教練還安排兩人握手言和以達成和解，不過最後被Roseboro給回絕了。
幾年過後，Roseboro表示他是因為看見隊友威爾斯被馬里寇爾丟出觸身球才決定予以報復。他也表示投手柯法斯起初不同意丟出觸身球，因為他怕他的速球會毀掉馬里寇爾的職業生涯。後來Roseboro和馬里寇爾終於放下心中的芥蒂，兩人日後也成為了好友，甚至還一同出席道奇隊的Old-Timers' Game，還有一些慈善場合。

### 1970年–1975年
1970年，馬里寇爾出現慢性關節炎。因此導致他的成績下滑，該年他僅拿下12勝，防禦率上升至4.12。1971年，馬里寇爾的成績出現回春。該年他拿下18勝，防禦率還降到了3以下。他也在這年的賽揚獎票選拿下第8名，也是他最接近賽揚獎的一年。然而，他在1972年與1973年分別僅拿下6勝16敗和11勝15敗。
1973年球季結束後，巨人隊將馬里寇爾交易到紅襪隊。他在紅襪隊先發11場，拿下5勝1敗表現不錯，但是他還是在季中遭到球隊釋出。後來他以自由球員身份與道奇隊簽約，但由於10年前的那場互毆事件，所以道奇隊球迷非常不歡迎馬里寇爾的到來。而他在道奇隊僅先發2場比賽，拿下0勝1敗，防禦率13.50。總計他職業生涯共拿下243勝142敗，防禦率2.89。其中1962年至1971年間，巨人隊平均每年能拿下90勝，而馬里寇爾每年平均也都能拿下20勝。

### 無安打比賽與全明星賽
馬里寇爾生涯入選過10次明星賽，他在1963年6月15日曾投出過一場無安打比賽。這是巨人隊繼1929年後，也是搬來舊金山後的第一場無安打比賽。1965年的明星賽，馬里寇爾登板3局，面對9名打者全都順利解決。他也因此拿下了該屆明星賽的MVP。總計他在明星賽一共投了18局，拿下2勝0敗，防禦率0.50。18局的明星賽投球在大聯盟歷史上也排名第二高，僅次於唐·德萊斯戴爾的19.1局。

## 榮譽

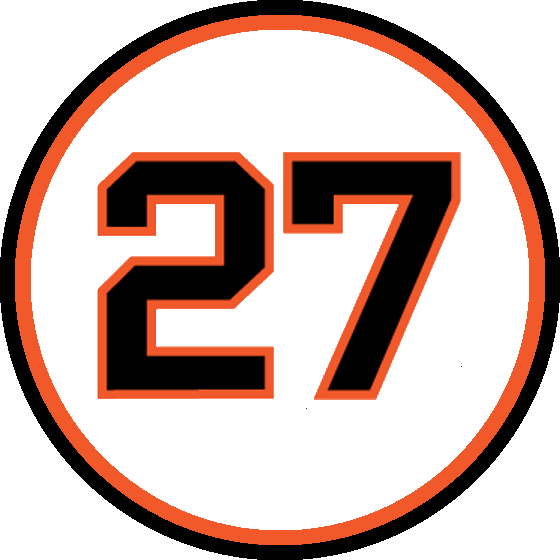
1975年，巨人隊將馬里寇爾的27號球衣退休。

由於在職業生涯期間發生了挾持球棒攻擊對方捕手的事件，因此馬里寇爾在前兩年的名人堂票選都以失敗收場。不過Roseboro後來公開原諒了馬里寇爾，之後他便在第三年入選了名人堂，並在入選感言上感謝了Roseboro的原諒。2002年，Roseboro因病去世，馬里寇爾也出席了他的葬禮，並說Roseboro是他人生中給他影響最大的人。
1975年，巨人隊宣布馬里寇爾的27號球衣將永久退休。1999年，The Sporting News將馬里寇爾評為棒球史上百大傑出球員的第71名。2005年，巨人隊也在主場AT&T球場外放置一座馬里寇爾的雕像。而他也被提名為大聯盟拉丁美洲傳奇明星隊的一員。2015年，他家鄉的體育場Quisqueya體育場也以他的名字重新命名(Quisqueya stadium Juan Marichal)。

## 爭議
2008年，馬里寇爾被拍到和另一名大聯盟投手佩卓·馬丁尼茲在多明尼加進行鬥雞活動。由於鬥雞活動在美國是非法行為，兩人也因此受到許多球迷批評。不過馬丁尼茲後來宣稱他們的出席並無違法，並說到鬥雞在多明尼加是合法行為。

## 生涯投球數據
| 出賽數 | 勝  | 敗  | 勝率 | 防禦率 | 完投 | 完封 | 救援成功 | 投球局數 | 安打 | 失分 | 自責分 | 全壘打 | 保送 | 三振 | 觸身球 | 投手犯規 | 暴投 | 守備率 |
| 471    | 243 | 142 | .631 | 2.89   | 244  | 52   | 2        | 3507     | 3153 | 1329 | 1126   | 320    | 709  | 2303 | 40     | 20       | 51   | .949   |

## 外部連結
- 球員資訊和成績在MLB ，ESPN ，Retrosheet ，Baseball Reference ，Baseball Reference (Minors) ，Fangraphs ，The Baseball Cube （英文）
- 胡安·馬里寇爾在台灣棒球維基館上的頁面（繁體中文）